# Ksenofobija
Ksenofobija označava strah ili anksioznost prema strancima ili nepoznatom, etimološki riječ dolazi od grčkih riječi ξένος (ksenos), što znači stranac i φόβος (fobos) - strah. Pojam se općenito rabi za opisivanje straha ili mržnje prema stranicima ili općenito, prema ljudima drugačijim od samoga sebe. Na primjer, rasizam se ponekad opisuje kao oblik ksenofobije.
Ksenofobija implicira vjerovanje (bez obzira na njenu istinitost) da je objekt straha (mržnje) na neki način stran. Predrasude protiv žena ne mogu se smatrati oblicima ksenofobije u ovom smislu, osim u ograničenim slučajevima ekskluzivno muških društava (institucija). Pojam ksenofilija odnosi se na suprotnu pojavu, simpatiziranju stranaca.
"DSM-IV" pravilnik u opisu ove fobije spominje "intenzivnu anksioznost" koja slijedi izlaganju objektu fobije, bilo u stvarnom životu ili putem mašte ili video zapisa. 
Postoje dva glavna objekta ove fobije:
- prvi je grupa građana u društvu, koja se po nekom kriteriju smatra izdvojenom, to su često nedavni doseljenici, no ksenofobija može biti usmjerena i prema grupi koja je dio društva već stoljećima. Ovaj oblik ksenofobije može uzrokovati (potaknuti) nasilne reakcije, a krajnji vid mu je genocid. Šovinizam je agresivni oblik nacionalizma koji iskazuje ksenofobiju.

- drugi oblik ksenofobije je primarno kulturalni, a objekti fobije su kulturalni elementi koje smatramo stranima. Sve kulture su podložne stranim utjecajima, no kulturalna ksenofobija je često vrlo usmjerena, na primjer prema posuđenicama iz stranih jezika. Ovaj oblik ksenofobije rijetko izaziva nasilje prema ljudima, no može uzrokovati političke kampanje za kulturnu ili jezičnu čistoću (rabi se izraz purizam). Izolacionizam, opća odbojnost prema svemu stranom ne može se opisati kao oblik ksenofobije.